# Siliziklastika

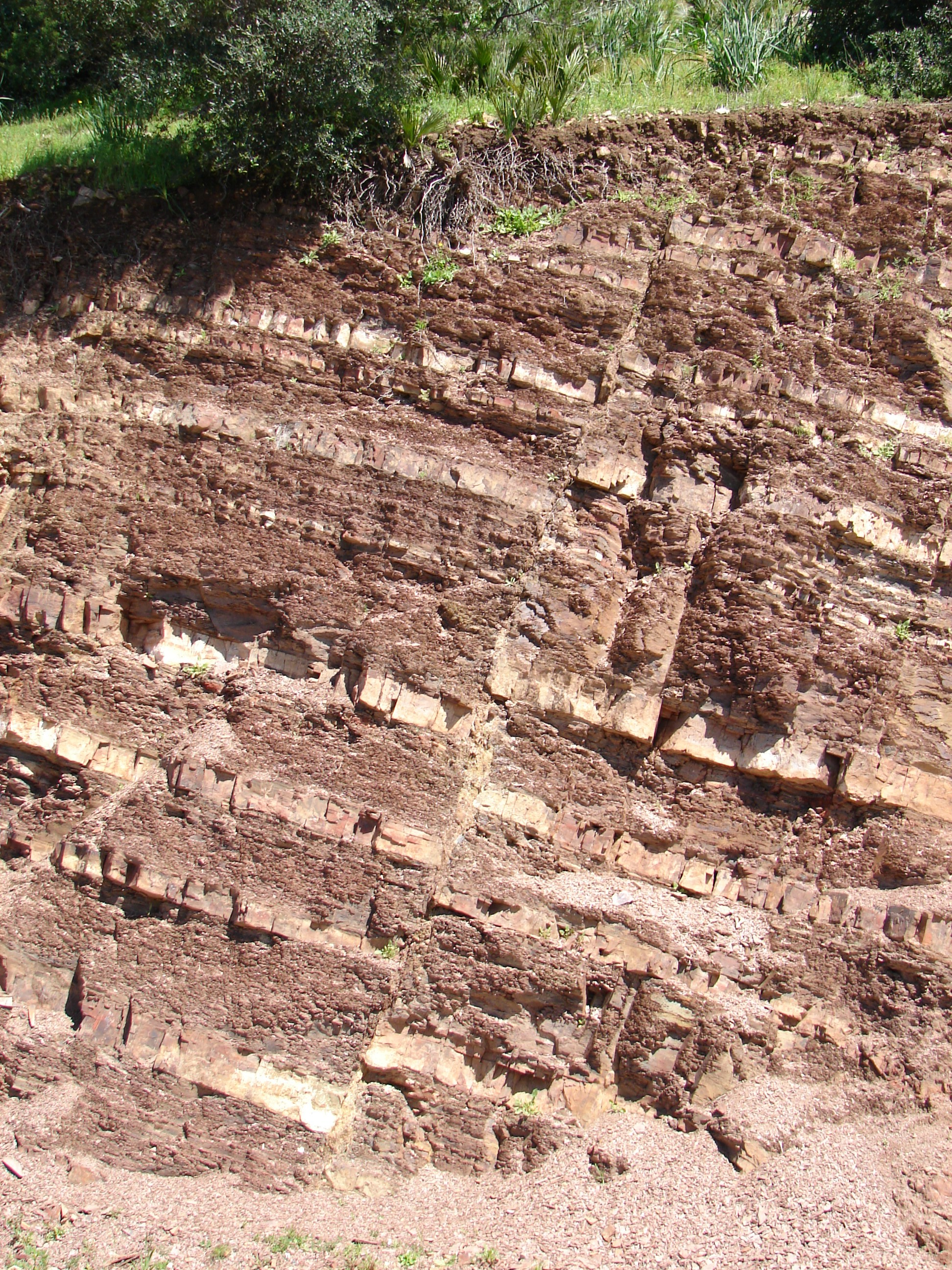
Wechselfolge aus Sand-, Silt- und Tonsteinen im Karbon des Sidi-Bettache-Beckens, Marokko

Unter der Bezeichnung Siliziklastika (Mehrzahl, Singular ungebräuchlich) werden in der Sedimentpetrologie jene klastischen Sedimente und Sedimentgesteine zusammengefasst, deren Kornfraktionen vorwiegend aus Silikatmineralen (einschließlich Quarz) bestehen.
Die Siliziklastika sind die wichtigste Gruppe innerhalb der klastischen Sediment(it)e. So sind Schotter und Konglomerate oft, Sande und Sandsteine meist und Tone und Tonsteine immer siliziklastisch. Der weit überwiegende Teil der Sand- und Siltsteine in der geologischen Überlieferung enthält hauptsächlich Körner aus Quarz (Siliziumdioxid, SiO2, mineralogisch auch als Oxid statt als Silikat klassifiziert). Innerhalb der „Quarzgesteine“ sind diese quarzreichen Siliziklastika wiederum die bedeutendste Gruppe, noch vor nichtklastischen Sedimentiten wie Radiolarit (Kieselschiefer, Lydit) und Kieselgur (Diatomit) oder diagenetischen Bildungen wie Feuerstein. Andere häufige Minerale in Sandsteinen sind Feldspäte, die zu den Alumosilikaten zählen. Die feinkörnigste Fraktion in schlecht sortierten Sandsteinen und in Siltsteinen und den Hauptbestandteil von Tonsteinen stellen die Tonminerale, vor allem Illit, Montmorillonit und (nur in terrestrischem Milieu) Kaolinit.
Die Bezeichnung „Siliziklastika“ wird meist informell als Oberbegriff verwendet, wenn eine Fazies oder eine lithostratigraphische Einheit sedimentpetrographisch umschrieben werden soll, die aus verschiedenen Typen silikatreicher klastischer Sedimentgesteine (beispielsweise Quarzsandsteine, Arkosen, Siltsteine, Tonsteine) aufgebaut ist. Typische siliziklastische Systeme sind beispielsweise die Kulmfazies (Unterkarbon, marin) des mitteleuropäischen Varistikums, der Buntsandstein (Untertrias, kontinental) und die Wealden-Fazies (Unterkreide, kontinental) Mittel- und Westeuropas, die Newark-Supergruppe (Mitteltrias bis Unterjura, kontinental) im Osten Nordamerikas sowie die Karoo-Supergruppe (Oberkarbon bis Unterjura, überwiegend kontinental) in Südafrika.